# Ferdinand Kriwet
Ferdinand Kriwet, nascido em 3 de agosto de 1942, em Düsseldorf , Alemanha, é um artista multimídia, interdisciplinar, poeta concreto e visual, pintor, músico e letrista, além de criador de peças de radioteatro, porém "experimentais" e bastante diferentes das "radionovelas" brasileiras. Costuma usar "colagens sonoras" de gravações esportivas, noticiários, etc em seus "textos sononos". Procura apresentar seus "textos visuais" de formas diferentes do usual, evitando o uso do livro, utilizando-se de outdoors, filmes e exposições. É ganhador de vários prêmios internacionais, como o Voz da América.